# ディエテス・ビコロル
ディエテス・ビコロル（英: African iris、fortnight lily、yellow wild iris、学名：Dietes bicolor）は、アヤメ科ディエテス属の多年草である。日本では
沖縄シャガ（琉球シャガ）の名でも流通しており、主に葉が華道などで利用される。

## 特徴
葉は常緑で薄緑色、細長く剣状で、束生した株元から扇状に伸びる。根茎で広がり、放置すると数年で群生する。原産地の南アフリカでは広く栽培されており、公園や公共施設、道路脇などに植えられている。他にも温暖な気候の地域で栽培されている。
花は春から夏にかけて咲き、花弁は薄い黄色で、オレンジ色に縁取られた黒に見えるほど濃い紫色の斑紋が3つある。花が咲き終わると果実ができ、花がらが地面に落ちる。果実が乾燥し割れると、熟したこげ茶色の種が飛散する。
ディエテス・ビコロルの葉は、ディエテス・グランディフロラやディエテス・イリディオイデスの葉よりも細く、曲がりやすい。

## 栽培
半日陰～日なたを好み、良く花を咲かせる。日陰でも育つが、花数は少なくなる。ディエテス・グランディフロラ同様、乾燥に強い。

## ギャラリー

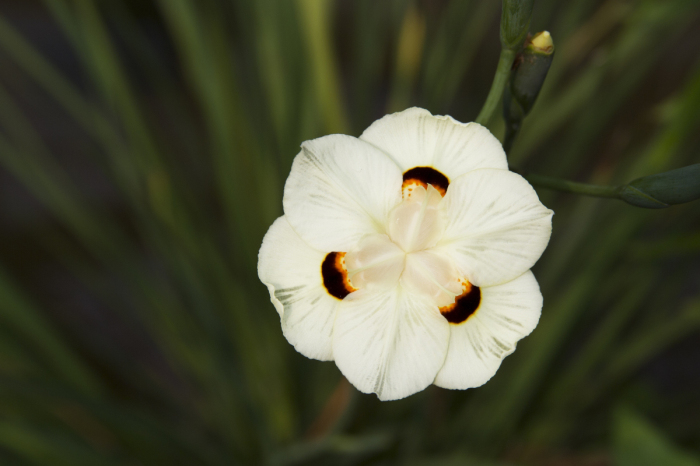
花
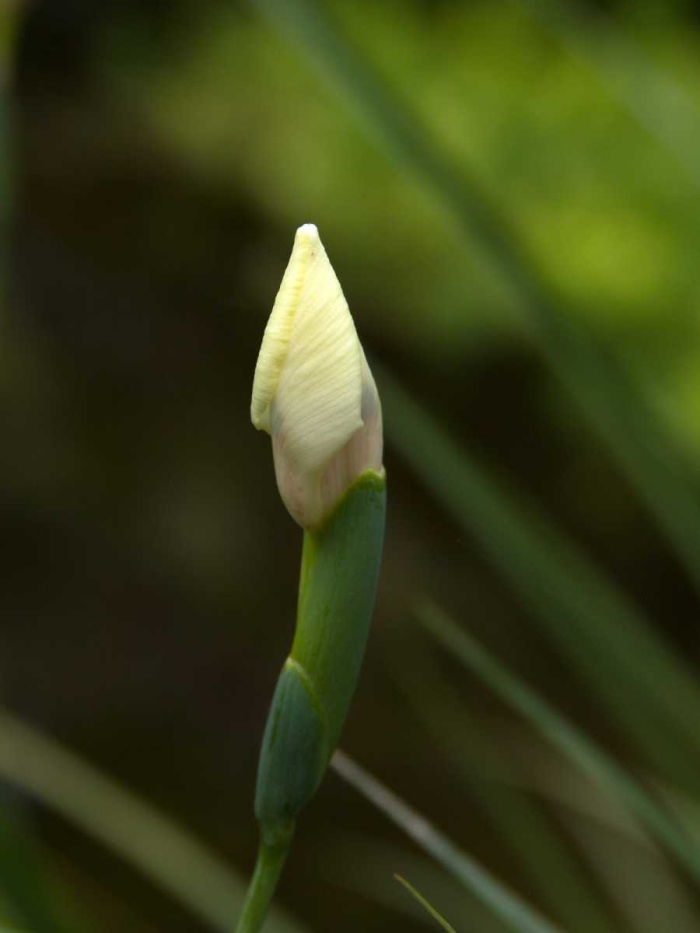
つぼみ
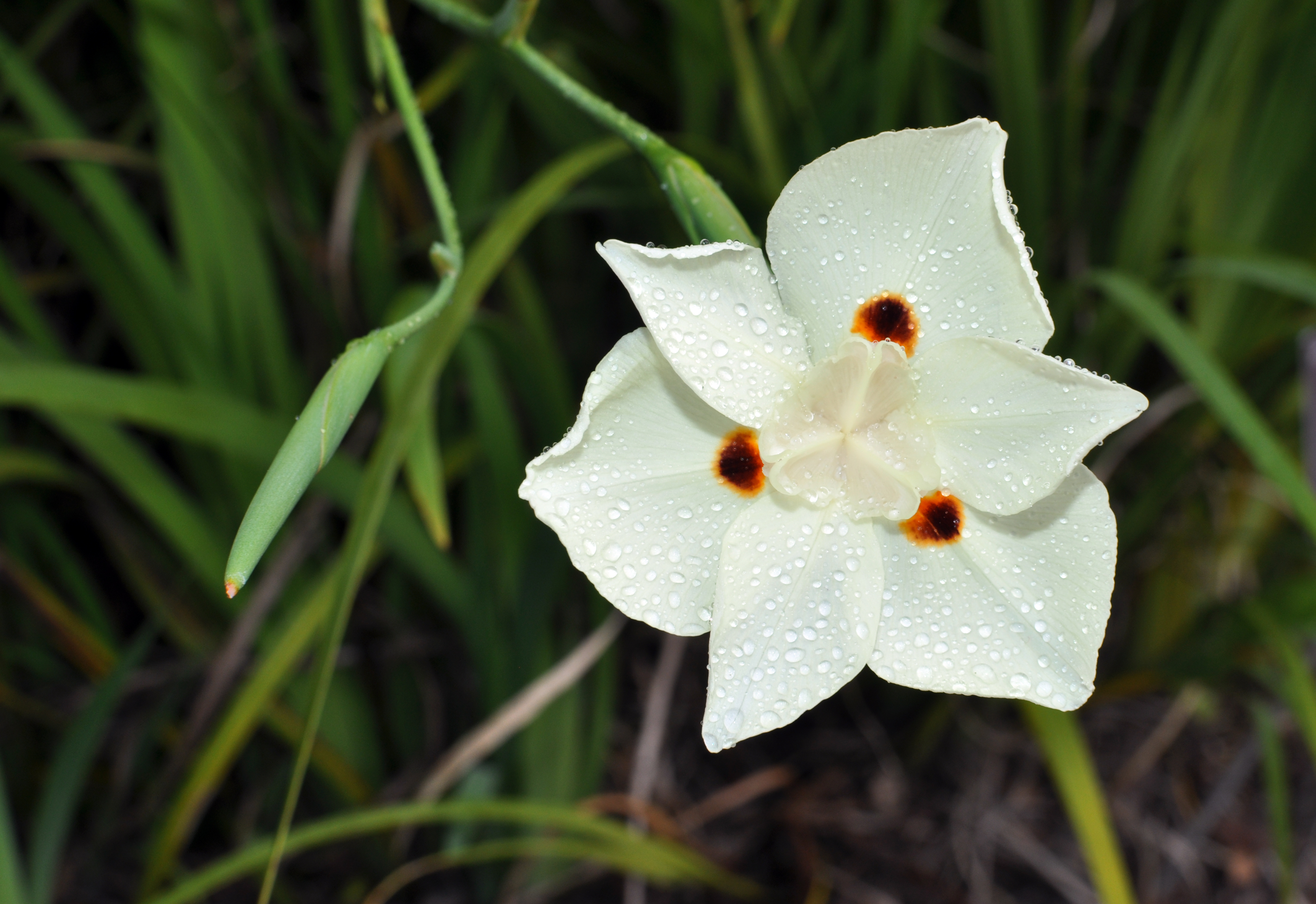
白色の変種